# 미이케번
미이케 번(일본어: 三池藩 미이케한[*])은 지쿠고국 미이케군(지금의 후쿠오카현 미야마시)을 영지로 한 번이다. 번청은 미이케 진야(지금의 후쿠오카현 오무타시)에 위치해있다.

## 같이 보기
- 시모테도번